# Aerenea subcostata
Aerenea subcostata är en skalbaggsart som beskrevs av Julius Melzer 1932. Aerenea subcostata ingår i släktet Aerenea och familjen långhorningar. Inga underarter finns listade i Catalogue of Life.